# Большая музыкальная награда
Большая музыкальная награда (латыш. Lielā Mūzikas balva) — высшая государственная награда Латвии в области музыки. Учреждена Министерством культуры Латвийской Республики в 1993 году, по инициативе тогдашнего министра культуры Раймонда Паулса, за выдающиеся профессиональные заслуги в музыкальной жизни страны. Вручение премии производится ежегодно.
За годы своего существования Большая музыкальная награда получила широкое признание в среде музыкантов и аудитории слушателей и стала одним из наиболее ожидаемых событий в музыкальной жизни Латвии. В 1993—1995 годах вручение награды производилось в зале Большой гильдии, а с 1996 года — в более вместительном зале Латвийской Национальной оперы. Церемония транслируется по Латвийскому радио и телевидению.
Высокому авторитету награды в обществе и среди музыкантов способствует кропотливая предшествующая работа авторитетного жюри. Комиссия жюри работает в течение всего года, а заключительное заседание проходит в январе следующего года, после чего министерство культуры официально объявляет имена лауреатов.
Символом награды стала серебряная статуэтка работы художника Арманда Екабсонса.
Ежегодные мероприятия по вручению награды организуют министерство культуры Латвии и Информационный центр латышской музыки в сотрудничестве с Латвийским телевидением, Латвийским радио и Латвийской национальной оперой. С 1999 года вручение премии проходит при поддержке Государственного фонда культурного капитала.

## Номинации
В настоящее время ежегодно вручается восемь наград, в следующих номинациях:
1. Концерт года
2. Художник года
3. Постановка года
4. Премьера года
5. За выдающуюся работу в ансамбле
6. За выдающуюся интерпретацию
7. За выдающуюся подачу
8. За личный многолетний вклад

## Лауреаты премии
Полный список лауреатов премии можно найти здесь
- Айя Кукуле (1993)
- Петерис Васкс (1993, 1997, 2000)
- Валдис Зариньш (1993, 1998)
- Карлис Зариньш (1994, 2005)
- Раймонд Паулс (1994, 2000, 2020)
- Хор Латвийского радио (1994, 2000, 2004, 2005, 2007)
- Инга Кална (1995, 1998, 2002, 2014, 2016)
- Арвид Клишанс (1995)
- Гидон Кремер (1995, 2004)
- Улдис Стабулниекс (1995)
- Таливалдис Декснис (1996)
- Ромуалдс Калсонс (1996)
- Артур Маскатс (1996, 2001, 2002, 2011)
- Петерис Плакидис (1996)
- Имантс Калныньш (1997, 2020)
- Зигмарс Лиепиньш (1997)
- группа «Jauns Mēness» (1998)
- Академический хор «Латвия» (1998, 2000, 2002, 2009, 2010, 2011)
- Адольф Скулте (1999)
- Сигвардс Клява (1999)
- оркестр «Кремерата Балтика» (1999, 2004)
- Жермена Гейне-Вагнер (2001)
- Алексей Овечкин (2002)
- Ивета Апкална (2003, 2017)
- Майя Ковалевская (2004)
- Таливалдис Кениньш (2005)
- Эрикс Эшенвалдс (2005, 2007, 2015)